# Monti Behrendt
I monti Behrendt sono una catena montuosa situata nella Terra di Palmer, in Antartide, e in particolare nell'entroterra della costa di Zumberge. Avente una forma a ferro di cavallo aperto verso sud-ovest ed esteso per circa 37 km in direzione nordest-sudovest, questa catena è situata subito a sud dei monti Merrick e raggiunge una quota massima di 1517 m s.l.m. in corrispondenza della vetta del monte Thomson.

## Storia
I monti Behrendt sono stati scoperti e fotografati per la prima volta durante una ricognizione aerea svolta nel corso della spedizione antartica comandata da Finn Rønne e condotta tra il 1947 e il 1948. Essi sono poi stati così battezzati dal comitato consultivo dei nomi antartici in onore di John C. Behrendt, un sismologo di stanza alla Stazione Ellsworth nel 1957. Tra le altre cose, Behrendt comandò la spedizione che attraversò la Penisola Antartica nell'estate del 1961-62, toccando anche il versante sud-orientale dei monti Behrendt, e in particolare quello del monte Hirman, e portò a termine diversi studi di ricerca nella Terra di Marie Byrd e nei monti Pensacola rispettivamente nel 1963-64 e nel 1964-65.